# キム・オンス
金 彦洙（キム・オンス、1972年 - ）は、韓国の小説家である。釜山生まれ。

## 経歴
慶煕大学校国文科を卒業して同大学院を修了。
在学中に小説家趙海一に師事し、文芸公募（晋州新聞・2002年）および新春文芸（東亜日報・2003年）に入選して文壇デビュー。2006年に『キャビネット』で文学トンネ小説賞を受賞した。『設計者』（2010年）はフランス推理文学大賞の候補となった。他に『ジャブ』（短編集・2013年）等の作品がある。

## 邦訳作品
- 『設計者』オ スンヨン 訳、クオン、新しい韓国の文学、2013年4月
- 『キャビネット』加来順子 訳、論創社、2021年7月
- 『野獣の血』加来順子 訳、扶桑社、2023年7月